# Tomás Bolena, 1.º Conde de Wiltshire
Thomas Boleyn (port. Tomás Bolena), 1.º Conde de Wiltshire, 1.º Conde de Ormond (c. 1477 — Castelo de Hever, 12 de março de 1539), foi um diplomata e político inglês na época da Dinastia Tudor, casado com Isabel Howard e pai de Ana Bolena - segunda esposa do rei Henrique VIII - e Maria Bolena, amante do mesmo rei. Como tal, ele foi o avô materno da rainha Isabel I. Ele nasceu e foi sepultado na casa da família, o Castelo de Hever. Os seus pais foram William Bolena (1451 - 10 de outubro de 1505) e Margaret Butler (1444 - 1539).